# ミナミキノボリハイラックス
ミナミキノボリハイラックス (Dendrohyrax arboreus) はアフリカ大陸に生息するハイラックスの1種。哺乳綱イワダヌキ目イワダヌキ科に属する。

## 分布
アフリカ東部、南部（アンゴラ,ケニア,コンゴ民主共和国,ジンバブエ,タンザニア,南アフリカ共和国,モザンビーク）。

## 形態
体長約40–70cm、尾長1–3cm。胴体は太目であるが、頭部と尾はそれに比して小さい。体毛は灰褐色または黒褐色で腹部は白。目の上には白、臀部に黄色の斑がある。

## 生態
生息地は乾いた熱帯林あるいは海岸林、サバンナ、山地など。単独あるいは小さな群れを作る。樹上棲で樹洞を巣とし、食事も樹上で行う。食性は植物食で、木の葉や草、果実、種子、樹皮などを食べる。
妊娠期間は7–8ヶ月。一回に1–3頭を産む。

## 人間との関わり
生息地においては、食用および毛皮を目的に捕獲されている。